# Reichsgau
Pour les articles homonymes, voir Gau.

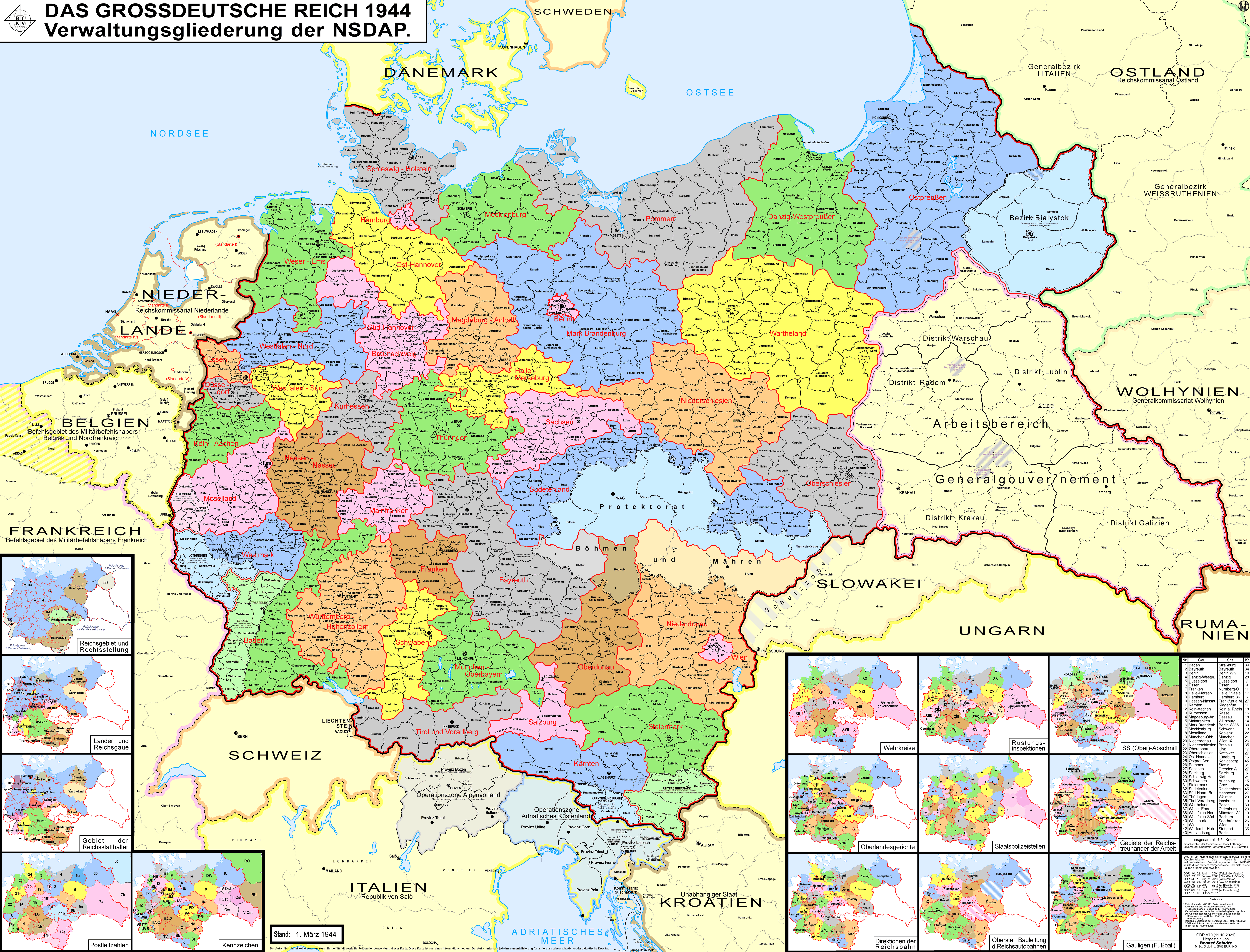
Carte des Gaue du Troisième Reich en 1944.

Le Reichsgau [ˈʀaɪ̯çsˌɡaʊ̯] (Reichsgaue au pluriel) est un district à l'époque du Troisième Reich. Il s'agit d'une division territoriale et administrative du Reich allemand. 

## Contexte historique
Dès 1926 les Gaue étaient des subdivisions territoriales du NSDAP désignant les provinces allemandes. Placé sous l'autorité d'un gauleiter, représentant politique du NSDAP, le Reichsgau était administré  localement par le parti nazi.
À partir de 1934 et l'arrivée d'Adolf Hitler au pouvoir, les Länder sont supprimés au profit des Gaue, délégations régionales du parti nazi. Les gauleiters sont nommés directement par Adolf Hitler en vertu du Führerprinzip.
À partir de 1938, les territoires annexés au Reich en Autriche, dans les Sudètes et en Pologne sont organisés en Reichsgaue, similaires aux Gaue allemands, mais ayant à leur tête un gauleiter cumulant les fonctions de représentant du NSDAP et de Reichsstatthalter, représentant l'autorité administrative territoriale.

## Composition

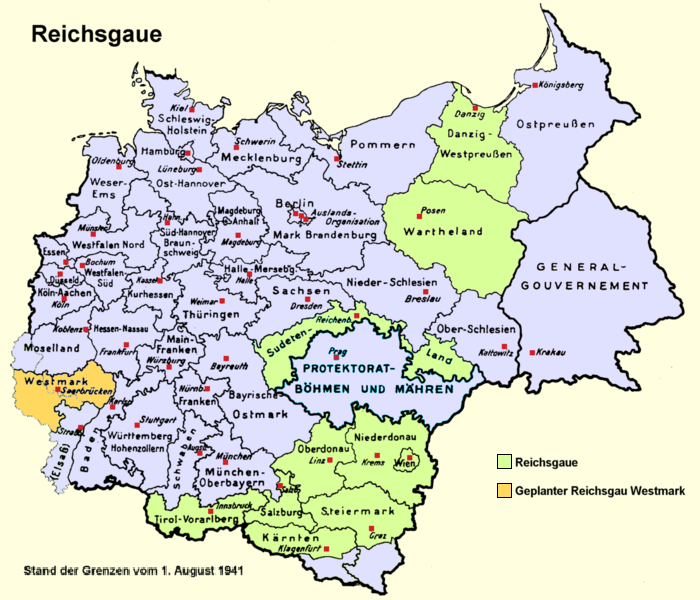
Les Reichsgaue en 1941.

### Gaueallemands
Le Reich dans ses frontières de 1919 est découpée en trente-deux Gaue.

### Anschluss de l'Autriche
L'Anschluss de l'Autriche le 12 mars 1938 entraîne la création de sept Reichsgaue supplémentaires : Salzburg, Oberdonau, Niederdonau, Wien, Steiermark, Kärnten et Tirol.

### Annexion de la région des Sudètes
À la suite des accords de Munich qui mettent un terme à la crise des Sudètes le 30 septembre 1938, l'Allemagne annexe la région des Sudètes en majorité germanophone et crée le Reichsgau Sudetenland (Reichsgau de la région des Sudètes). Son siège est à Reichenberg.

### Invasion de la Pologne
L'invasion de la Pologne du 1er septembre au  6 octobre 1939, qui entraîne de facto le début de la Seconde Guerre mondiale, amène le pouvoir allemand à créer deux nouveaux Reichsgaue :
- le Reichsgau Danzig Westpreußen (siège à Danzig) ;
- le Reichsgau Wartheland (siège à Posen).

Le reste du territoire contrôlé, mais non incorporé devient le gouvernement général de Pologne.

### Annexion de l'Alsace-Moselle
Peu après la défaite française et l'armistice du 22 juin 1940, l'Alsace et la Moselle sont annexées une seconde fois à l'Allemagne, et deux nouveaux Gaue sont créés à l'Ouest le 18 octobre 1940 pour légaliser cette annexion de fait :
- le  Gau Westmark qui comprend l'ancien « Gau Saarpfalz » des provinces de Sarre et du Palatinat, auquel est adjoint le département annexé de la Moselle rebaptisé CdZ-Gebiet Lothringen. Son siège est à Sarrebruck ;
- le Gau Baden-Elsaß également appelé « Reichsgau Oberrhein » qui comprend l'ancien Gau de Bade, auquel sont adjoints les départements du Bas-Rhin et du Haut-Rhin de la région Alsace. Son siège est à Strasbourg.

## Les quarante-troisGauede l'Allemagne nazie en 1945

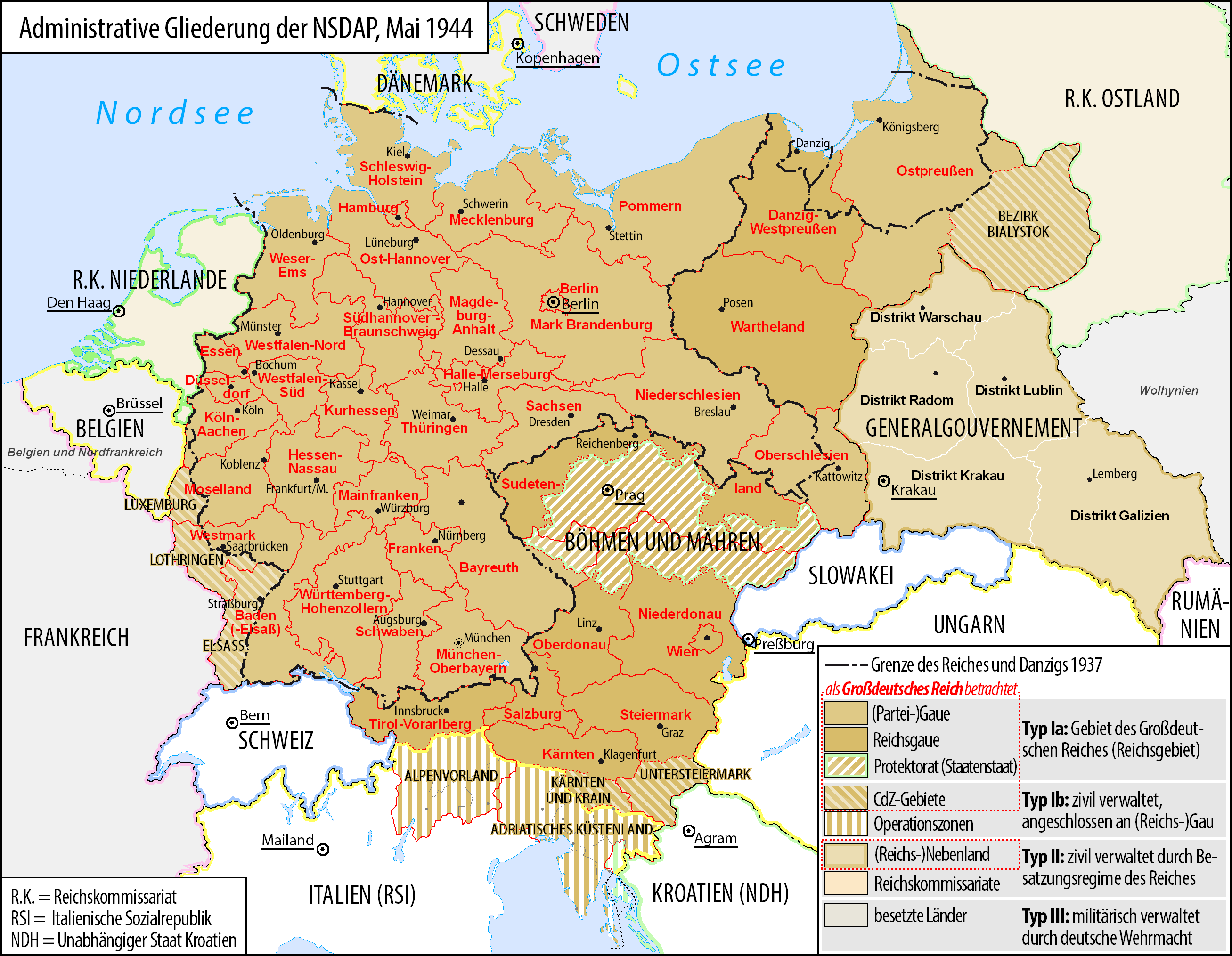
Reichsgaue et Generalgouvernement Polen, en mai 1944.

| 1. Baden-Elsaß 2. Bayreuth 3. Groß-Berlin 4. Danzig-Westpreußen 5. Düsseldorf 6. Essen 7. Franken 8. Halle-Merseburg 9. Hamburg 10. Hessen-Nassau 11. Kärnten 12. Cologne-Aix-la-Chapelle 13. Kurhessen 14. Magdeburg-Anhalt 15. Mainfranken 16. Mark Brandenburg 17. Mecklenburg 18. Moselland 19. München-Oberbayern 20. Niederdonau 21. Niederschlesien 22. Oberdonau | 23. Oberschlesien 24. Ost-Hannover 25. Ostpreußen 26. Pommern 27. Sachsen 28. Salzburg 29. Schleswig-Holstein 30. Schwaben 31. Steiermark 32. Sudetenland (région des Sudètes) 33. Süd-Hannover-Braunschweig 34. Thüringen 35. Tirol-Vorarlberg 36. Wartheland 37. Weser-Ems 38. Westfalen-Nord 39. Westfalen-Süd 40. Westmark 41. Wien 42. Württemberg-Hohenzollern 43. Auslandsorganisation der NSDAP (de) |